# GYATA-64
GYATA-64は、ハンガリーで開発された対人地雷。旧ソ連が製造したPMNをベースに開発された。

## 概要
いわゆる圧力作動式爆風地雷の一種であり、地雷を踏むことで起爆し、主に爆発そのものにより傷害を負わせることを目的としている。
アンゴラ、レバノン、モザンビークで使用が確認されている。なお、ハンガリーはオタワ条約の加盟国であり、すでにGYATA-64を含む対人地雷の製造は中止され、研究・訓練用を除いて備蓄も保有していない。

## 構造
直径106ミリ、高さ61ミリで、茶色のベークライト製の本体と黒いゴム製の感圧板を持つ。
上部にある感圧板に5キロの圧力がかかることで起爆する。主爆薬は300グラムのTNT爆薬で、これは一般的な対人用の爆風地雷と比較して非常に多く、ほかの地雷と比べて致命傷に至りやすい。また、近距離ではベークライト製本体の破片も被害をもたらす。
原型のPMNよりも金属部品が少なく、より探知が難しくなっている。